# British Columbia Highway 5A
Der Highway 5A in British Columbia, Kanada, ist 176 km lang und dient als Alternativroute zwischen Princeton am Crowsnest Highway und Kamloops. Vor Fertigstellung des Coquihalla Highways 1986 wurde die Strecke südlich von Merritt als Highway 5 geführt.

## Streckenverlauf
Der Highway zweigt in Princeton am Flughafen von Highway 3 nach Norden hin ab. Bei Aspen Grove stößt nach 63 km von Osten her kommend Highway 97C auf Highway 5A und verläuft für 24 km gemeinsam mit diesem bis in das Zentrum von Merritt; auf dem Weg dorthin kreuzt Highway 5, der nach Süden Richtung Hope führt. In Merritt zweigt Highway 97C nach Cache Creek ab, das erste Teilstück von Highway 97 verläuft gemeinsam mit Highway 8 nach Spences Bridge. Highway 5A verlässt Merritt wieder nach Nordwesten, quert ein zweites Mal Highway 5 und verläuft entlang des südlichen Ufers des Nicola Lakes. Von dort läuft die Route wieder nach Norden und endet nach 89 km in Kamloops an den Highways 1, 5 und 97, die dort gemeinsam verlaufen.